# Derolus coomani
Derolus coomani är en skalbaggsart som beskrevs av Maurice Pic 1925. Derolus coomani ingår i släktet Derolus och familjen långhorningar. Inga underarter finns listade i Catalogue of Life.